# Sam and the Womp
Sam and the Womp es un proyecto musical con base en el Reino Unido, formado en 2009. Su música mezcla elementos tradicionales de la música balcánica con la electrónica moderna y elementos de dance. Su música era principalmente popularizado por BBC Radio 1 con una fuerte promoción de su primer sencillo "Bom Bom". Este fue lanzado como descarga digital el 19 de agosto de 2012 y debutó en el puesto número uno en la lista de sencillos del Reino Unido llegando a vender más de un millón de copias a nivel mundial. A partir de 2012, firmaron con la discográfica Stiff Records.
La banda está compuesta por la cantante neerlandesa Bloem de Ligny, quien también se desempeña como solista, y el británico Sam Ritchie (en instrumentos de viento). El también británico Aaron Horn también conocido como Aaron Audio, hijo del productor discográfico Trevor Horn, dejó el grupo en 2014 y Ritchie y de Ligny continuaron como dúo quienes cofundaron la discográfica Womp Records Ltd. en 2015.
El 15 de enero de 2018, lanzaron su EP debut, Womp Records, Vol. 1. A principios de mayo de 2018, lanzan el sencillo "Posh Ragga", con la colaboración de MC Solomon. Este es el sencillo principal de su segundo EP Bee Sides, lanzado el 18 de mayo de 2018. "Ice Cream Man" se lanzó más tarde ese año. Después de tres años, en agosto de 2021 lanzan el sencillo "Sun Dance" con la colaboración del cantante ghanés K.O.G.

## Discografía
EPs
- Womp Records, Vol. 1 (2018)
- Bee Sides (2018)

Sencillos
- «Bom Bom» (2012)
- «Ravo» (2013)
- «Zeppelin» (2015)
- «Fireflies» (2016)
- «East Meets West» (2016)
- «Gypsy in the Snow» (2017)
- «Posh Ragga» (2018)
- «Ice Cream Man» (2018)
- «Sun Dance» (2021)

## Miembros
Actuales
- Sam Ritchie - trompeta, compositor (2009–presente)
- Lady Oo - vocales, compositora (2009–presente)

Exintegrante
- Aaron Horn - productor, compositor, bajo (2009-2014)